# Presa del Renaixement
La Presa del Renaixement (anglès: Grand Ethiopian Renaissance Dam, acrònim: GERD; amhàric: ታላቁ የኢትዮጵያ ሕዳሴ ግድብ, Tālāqu ye-Ītyōppyā Hidāsē Gidib, acrònim: Taehige), antigament coneguda com la Presa del Mil·lenni i, de vegades, anomenada la Presa de Hidase, és una presa de gravetat del Nil Blau, a Etiòpia, que ha estat en construcció des de l'any 2011. És a la regió de Benishangul-Gumaz d'Etiòpia, a uns 15 km a l'est de la frontera amb Sudan. Amb 6.450 MW, la presa serà la central hidroelèctrica més gran de l'Àfrica quan sigui completa, així com la setena més gran del món. Amb uns 145 metres d’alçada i 1.800 de longitud, tindrà capacitat per emmagatzemar més de 70.000 milions de metres cúbics d'aigua. La principal motivació de l’obra és satisfer les necessitats energètiques d’Etiòpia, un país amb més de 100 milions d’habitants i amb un ràpid creixement econòmic i demogràfic, i alhora exportar electricitat als seus veïns, sobretot el Sudan.
A partir d'agost de 2017, el treball estava completat en un 60%. Un cop completat, l'embassament es preveia que trigués de 5 a 15 anys a omplir-se d'aigua. Vista com una amenaça per Egipte, que precisa de l'aigua del riu per la seva agricultura, l'any 2019 els Estats Units van intentar fer una mediació en el conflicte. El principal punt de la discòrdia era el ritme que s’hauria de seguir per omplir la conca del futur llac artificial. Egipte demanava que aquest període fos de set anys, mentre que Etiòpia descartava que durés més de tres anys.